# Pelagia (zoologia)
Pelagia è un genere di meduse della famiglia Pelagiidae. Le specie di questo genere si distinguono per la presenza di otto tentacoli marginali (ossia che dipartono dai margini dell'esombrella) alternati con otto semplici ropali.

## Specie
- Pelagia colorata (Russell, 1964)
- Pelagia discoidea (Eschscholtz, 1829)
- Pelagia flaveola (Eschscholtz, 1829)
- Pelagia noctiluca (Forskål, 1775)
- Pelagia panopyra (Péron & Lesueur, 1809)
- Pelagia benovici (Adam Benovic, 2014)